# Ƒ
Ƒ, ƒ (duża litera: Ƒ, mała litera: ƒ, symbol funkcji) – litera alfabetu łacińskiego powstała od litery f.

## Użycie
Ƒ używane jest w języku ewe dla oddania dźwięku spółgłoski szczelinowej dwuwargowej bezdzwięcznej ([ɸ]). Jest także używana dla określenia funkcji matematycznych oraz w fotografii przy podawaniu liczby przysłony.

## Kodowanie
| Znak                   | Ƒ                                | Ƒ                                | ƒ                              | ƒ                              |
| ---------------------- | -------------------------------- | -------------------------------- | ------------------------------ | ------------------------------ |
| Nazwa w Unikodzie      | Latin Capital Letter F with hook | Latin Capital Letter F with hook | Latin Small Letter F with hook | Latin Small Letter F with hook |
| Kodowanie              | dziesiątkowo                     | szesnastkowo                     | dziesiątkowo                   | szesnastkowo                   |
| Unicode                | 401                              | U+0191                           | 402                            | U+0192                         |
| UTF-8                  | 198 145                          | c6 91                            | 198 146                        | c6 92                          |
| Odwołania znakowe SGML | &#401;                           | &#x0191;                         | &#402;                         | &#x0192;                       |
| Odwołania znakowe SGML |                                  |                                  | &fnof;                         | &fnof;                         |